# Gonzalo Valdivia
Gonzalo Valdivia Navarro (Segovia, 3 de octubre de 1972), conocido artísticamente como El Alquimista o Gonzalo Valdivia, es un músico español. Su aportación más famosa fue como guitarrista del grupo Héroes del Silencio, junto a su hermano Juan Valdivia, guitarrista titular de la banda, durante la gira "Héroes del Silencio Tour 2007", que culminó con el disco en directo Tour 2007. Además, ha creado varios proyectos propios y participado en colaboraciones.

## Biografía
Hijo del médico Juan Pedro Valdivia y de Mª Pilar Navarro, tiene una hermana y dos hermanos.
Comenzó estudios de marketing, pero su pasión por la música le llevó a abandonarlo y comenzar estudios de piano en el conservatorio. Admirador de David Bowie y Pink Floyd, comenzó con 19 años su carrera musical, primero con la banda de rock En pecado y luego como El Alquimista. Con este título editó su primer álbum, en 1995, para publicar "Babia" en 1996, ambos coproducidos por él mismo y Ramón Gacías (que luego sería batería de Enrique Bunbury).
Después de estos trabajos -de escasa repercusión- se involucró en 2005 en el proyecto The Wall performance. A Floyd Tribute, un espectáculo audiovisual de teatro-rock y vídeo arte, homenaje a la banda Pink Floyd con el que recorrió la geografía española con muy buena aceptación.
En 2007, participó como segundo guitarrista y haciendo los coros en la gira de reencuentro Héroes del Silencio Tour 2007, apoyando a su hermano Juan, que había tenido problemas en una mano. Su debut se produjo el 15 de septiembre en el Estadio del Ejército de la ciudad de Guatemala.
Tras la exitosa gira, Gonzalo se reincorporó en 2008 a su proyecto The Wall performance, con nuevas actuaciones en diferentes ciudades españolas. Comienza a dar clases de guitarra eléctrica y producción musical en el Estudio de Música Santa Maria en Zaragoza, y coordina el departamento de guitarra eléctrica en centros de jóvenes. El 14 de febrero de 2014 saca su cuarto álbum de estudio con canciones nuevas, "El Hombre de Ojalá". El día de Navidad de 2017 pública "El Arpegio Blanco" junto al guitarrista y compositor Valenciano Charles Fenollosa.

## Discografía
- El Alquimista, EDS Sound-Division (1995)
- Babia, EDS Sound-Division (1996)
- La Última Carta de Sandinoche, Comuniter (2005)
- El Alquimista en directo, AMMda Olvidados (2006)
- The Wall performance. A Floyd Tribute, espectáculo en directo, (2005-2008)[3]
- El Hombre de Ojalá, Vera rock (2014)
- El Arpegio Blanco, Gonzalo Valdivia & Charles Fenollosa (2017)

### Singles
- Tierra Prometida, Gonzalo Valdivia & Charles Fenollosa (2020)
- La Tormenta,  Gonzalo Valdivia & Charles Fenollosa (2024)

### ConHéroes del Silencio
- Tour 2007, EMI (2007)